# Christian von Zimmermann

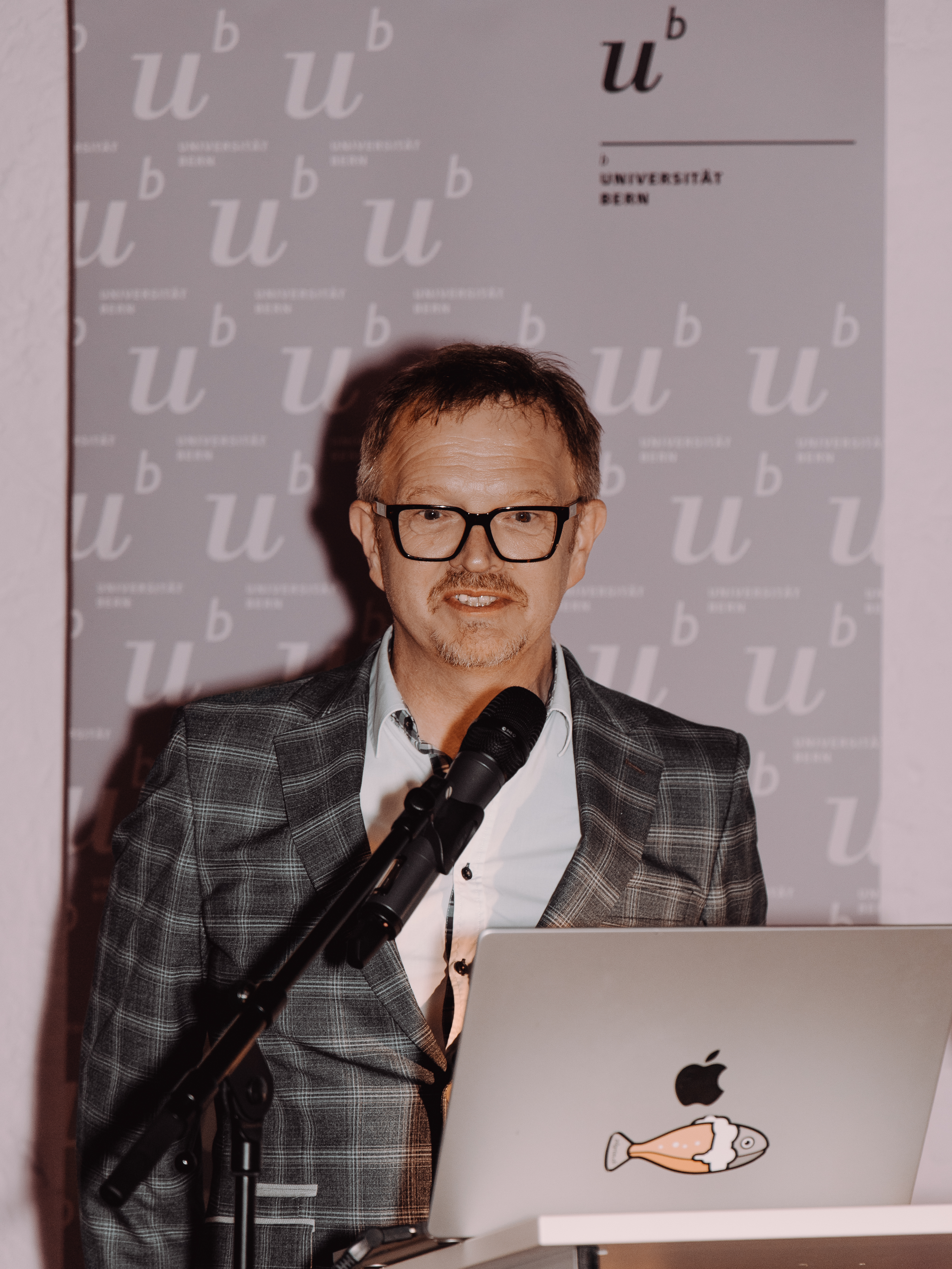
Christian von Zimmermann beim Launch der digitalen Gotthelf-Edition in Lützelflüh am 23. Mai 2025.

Christian von Zimmermann (* 7. Dezember 1965) ist ein deutscher und Schweizer Germanist. Er ist Leiter der „Forschungsstelle Jeremias Gotthelf“ an der Universität Bern. In den Pandemiejahren 2020/21 beschrieb er als Blogautor den Alltag eines Literaturwissenschaftlers und Spaziergängers unter Corona-Bedingungen.

## Werdegang
Christian von Zimmermann stammt aus Ostholstein und legte 1985 sein Abitur am Gymnasium in Neustadt in Holstein ab. Nach einer Lehre zum Buchhandelsgehilfen studierte er Germanistik, Hispanistik und Lusitanistik an den Universitäten in Kiel, Osnabrück, Santiago de Compostela und Heidelberg (Promotion 1996). Es schlossen sich Lehrtätigkeiten an der Universität Heidelberg (1996 bis 2001) und an der Universität Bern an (seit 2001).
Von Zimmermann zeichnet verantwortlich für die Herausgabe der Werke Klabunds in acht Bänden und für die entstehende historisch-kritische Gesamtausgabe der Werke von Jeremias Gotthelf, die sowohl als gedruckte Edition als auch als digitale Edition erscheint.
Seine Habilitation war dem Thema Biographik gewidmet (Bern 2004). Von 2004 bis 2008 hatte er eine Förderprofessur des Schweizerischen Nationalfonds an der Universität Bern inne; seither ist er dort Dozent am Institut für Germanistik und seit 2015 Leiter der Forschungsstelle Jeremias Gotthelf. Er lehrt Editionswissenschaft im Masterstudienprogramm Editionsphilologie am Walter Benjamin-Kolleg der Universität Bern.
Seine Forschungsschwerpunkte sind Literarische Anthropologie, Editionswissenschaft, Schweizer Literatur, Geschichte und Kritik des biographischen Schreibens, Reiseliteratur und Rhetorik. In seinen Forschungsarbeiten befasst er sich mit Themen aus dem Gesamtbereich der neueren deutschen Literatur vom 17. bis zum 20. Jahrhundert.

## Werke (Auswahl)
- Literarische Arbeiten
  - Und wer möchte das nicht… Notizen 2020/21. Bern 2023, ISBN 978-3-03947-010-5
- Monographische Forschungsstudien
  - Reiseberichte und Romanzen. Kulturgeschichtliche Studien zur Perzeption und Rezeption Spaniens im deutschen Sprachraum des 18. Jahrhunderts (Dissertation), Tübingen 1997, ISBN 978-3-484-36538-4
  - Biographische Anthropologie. Menschenbilder in lebensgeschichtlicher Darstellung (1830-1940), Berlin 2006, ISBN 978-3-11-018863-9
  - Ästhetische Meerfahrt. Erkundungen zur Beziehung von Literatur und Natur in der Neuzeit. Hildesheim 2015, ISBN 978-3-487-15372-8
- Editionen
  - (Hg.) Klabund. Werke in acht Bänden, Berlin 1997–2001, ISBN 978-3-932245-20-6
  - (Hg. mit Patricia Zihlmann-Märki) Alfred Hartmann. Meister Putsch und seine Gesellen. Ein helvetischer Roman in sechs Büchern. Zürich 2017, ISBN 978-3-0340-1368-0
  - (Hg. bis 2025 mit Barbara Mahlmann-Bauer, ab 2025 mit Patricia Zihlmann-Märki) Jeremias Gotthelf. Historisch-kritische Gesamtausgabe der Werke und Briefe, Hildesheim 2012–2024, Baden-Baden 2025ff.
  - (Hg. mit Patricia Zihlmann-Märki) gotthelf-digital.ch. Aufgeschaltet am 23. Mai 2025.
- Handbuch
  - (Hg. mit Jesko Reiling u. Karin von Zimmermann) Jeremias Gotthelf. Leben – Werk – Wirkung. Heidelberg/Berlin: Metzler 2025, ISBN 978-3-662-70415-8
- Tagungsbände / Sammelbände
  - (Hg.) Wissenschaftliches Reisen – reisende Wissenschaftler. Studien zur Professionalisierung der Reiseformen zwischen 1650 und 1800, Heidelberg 2002, ISBN 3-932608-22-4
  - (Hg. mit Nina von Zimmermann) Frauenbiographik. Lebensbeschreibungen und Porträts, Tübingen 2005, ISBN 978-3-8233-6162-6
  - (Hg. mit Barbara Mahlmann-Bauer) Jeremias Gotthelf – Wege zu einer neuen Ausgabe. Tübingen 2006 (Beihefte zu Editio 24), ISBN 978-3-484-52924-3
  - (Hg. mit Nina von Zimmermann) Familiengeschichten. Biographie und familiärer Kontext seit dem 18. Jahrhundert, Frankfurt am Main 2008, ISBN 978-3-593-38773-4
  - (Red. mit Stefan Humbel) Text+Kritik. Heft 178/179: Jeremias Gotthelf. München 2008, ISBN 978-3-88377-913-3
  - (Hg. mit Daniel Annen) «Kurz nach Mittag aber lag der See noch glatt und friedlich da». Neue Studien zu Meinrad Inglin, Zürich 2013, ISBN 978-3-0340-1166-2
  - (Hg. mit Melanie Unseld) Anekdote – Biographie – Kanon. Zur Geschichtsschreibung in den schönen Künsten, Köln, Weimar, Wien 2013, ISBN 978-3-412-20829-5
  - (Hg. mit Marianne Derron) Jeremias Gotthelf. Neue Studien. Hildesheim 2014, ISBN 978-3-487-15159-5